# چانگچون ۷۴۸۵
سیارک ۷۴۸۵ (به انگلیسی: 7485 Changchun، نامگذاری:1994XO) هفت هزار و چهارصد و هشتاد و پنجمین سیارک کشف شده‌است که در ۴ دسامبر ۱۹۹۴ کشف شد.
قدر مطلق سیارک برابر ۱۱٫۷۰ است.